# Мичио Каку
Мичио Каку (рођен 24. јануара 1947 у Сан Хозеу) је јапанско-амерички теоријски физичар, футуролог и популаризатор науке. Професор је теоријске физике на Градском Колеџу Њујорка. Каку је написао неколико књига о физици и сличним темама, често гостује на радио и телевизијским програмима. Такође се појављује у филмовима и пише чланке за блогове и интернет портале. Написао је 3 Њујорк тајмс бестселера: Физика немогућег (2008), Физика будућности (2011) и Будућност ума (2014). Каку је водитељ неколико емисија на разним каналима као што су Дискавери и Хистори.

## Младост и образовање
Каку је рођен у Сан Хозеу, Калифорнији, у породици јапанских имиграната. Његов отац је рођен у Калифорнији, али се образовао и у Јапану и у Сједињеним Државама и зато је течно говорио и јапански и енглески језик.
Док је похађао Елвуд П. Кабли средњу школу у Пало Алту, Каку је направио акцелератор честица у гаражи као пројекат. Циљ му је био да створи „сноп гама зрака довољно јак да створи антиматерију“. На фестивалу науке у Албукеркију, Нови Мексико, Каку је привукао пажњу физичара Едварда Телера који га је узео под своје менторство и доделио му Херц инжењерску стипендију. Дипломирао је summa cum laude на Харварду 1968. године као најбољи у својој генерацији. Након тога је уписао Универзитет Калифорније у Берклију где је докторирао 1972. године. Исте године је предавао на Универзитету Принстон.
Какуа је мобилизовала Армија Сједињених Држава 1969. године током Вијетнамског рата. Ипак, док је он завршио са обуком рат се завршио.

## Академска каријера
Као део истраживачког програма 1975. и 1977. године на катедри за физику Градског Колеџа Њујорка, Каку је радио истраживања у пољу квантне механике. Био је посетилац и члан (1973. и 1990. године) Института за напредне студије у Принстону и Универзитету Њујорка. Тренутно је професор теоријске физике на Градском Колеџу Њујорка.
Каку је објавио више од 70 стручних чланака у зборницима радова и периодикама попут Physical Review. У радовима се бави темама попут теорије суперструна, супергравитације, суперсиметрије и хадронске физике. Каку и професор Кеџи Кикава са Универзитета у Осаци су објавили рад у коме је први пут представљена теорија струних поља.
Каку је написао неколико уџбеника о теорији струна и теорији квантних поља.

## Научнопопуларни рад
Каку је најпознатији као популаризатор науке. Написао је неколико научнопопуларних књига, гостовао у многим телевизијских емисија и у неколико филмова. Такође је водитеља недељног радио програма.

### Књиге
Многе његове књиге су на српски превеле и објавиле издавачке куће Хеликс и Лагуна:
- Хиперпростор: научна одисеја кроз паралелне светове, црвоточине и десету димензију
- Ајнштајнов космос: како је визија Алберта Ајнштајна променила наше поимање простора и времена
- Паралелни светови: путовење кроз постанак, више димензије и будућност космоса
- Физика немогућег: научно истраживање времеплова, телепатије, психокинезе, робота и путовања бржег од светлости
- Физика будућности: како ће наука утицати на људску судбину и наш свакодневни живот у 2100. години
- Будућност ума: наука у узбудљивој потрази за напреднијим, савршенијим и моћнијим умом[10]

Хиперпростор је био бестселер и изгласан је за најбољу научну књигу године према Њујорк тајмсу и Вашингрон посту. Паралелни светови је била у финалу за Семјул Џонсон награду за нефикциона дела.

### Радио
Каку је водитељ недељног једночасовног програма Истраживање (енгл. Exploration). Програм преносе разне радио станице и претходна емотовања су доступна на интернету. Каку каже да се програм бави науком, ратом, миром и животном средином.
Каку је у априлу 2006. године започео да емитује емисију Science Fantastic with Michio Kaku коју преноси више од 100 радио станица. У емисији је говорио са разним гостима, чак и са добитницима Нобелове награде, истраживачима разних поља попут теорије струна, путовања кроз време, црних рупа, старења, путовања кроз свемир, вештачке интелигенције и СЕТИ. Емисија се не ради док је Каку заузет снимањем телевизијских емисија; паузе понекад трају и неколимо месеци. Каку гостује и у другим радио програмима где говори о разним темема. У емисији Coast to Coast AM је гостовао 30. новембра 2007. године и изнео да верује да је готово сигурно да постоји ванземаљски живот у универзуму. Водитељ Арт Бел је рекао да је Каку "следећи Карл Сејган". Овим је указао да Каку има исти таленат као Сејган да објасни комликовану науку тако да је свако може разумети.
Каку се појавио на многим ток шоуима у којима је дискутовао о серијама и филмовима попут Повратка у будућност и Изгубљени, и идеји путовања кроз време на којој су засновани.

## Активизам
Каку је јавно изнео да се брине што многи људи негирају људски утицај на глобално загревање и генерално злоупотребљавање науке. Критиковао је Касини—Хајгенс свемирску сонду због њеног језгра плутонијума тешког 33 килограма које је коришћено као радиоизотопни термоелектрични генератор. Изнео је да је квар могао да се деси приликом лансирања што значи да би се 33 килограма плутонијума просуло у природу. Критикује да НАСА није добро проценила ризик овог сценарија.

## Лични живот
Каку је у браку са Шизуе Каку и имају две ћерке, Алисон и Мишел.